# Paavo Johansson
Paavo Johansson (Helsinki, 21 ottobre 1895 – Helsinki, 5 dicembre 1983) è stato un giavellottista e multiplista finlandese.

## Biografia
Nel 1920 prese parte ai Giochi olimpici di Anversa, dove portò a casa la medaglia di bronzo nel lancio del giavellotto alle spalle dei connazionali Jonni Myyrä (che ottenne il record olimpico) e Urho Peltonen. Partecipò anche alla gara del decathlon, ma portò a termine solo cinque delle dieci gare in programma.
Nel 1924 gareggiò ai Giochi olimpici di Parigi, sempre nel lancio del giavellotto, classificandosi ottavo e non riuscendo così ad accedere alla finale a sei.

## Palmarès
| Anno | Manifestazione  | Sede    | Evento                 | Risultato | Prestazione | Note  |
| ---- | --------------- | ------- | ---------------------- | --------- | ----------- | ----- |
| 1920 | Giochi olimpici | Anversa | Lancio del giavellotto | Bronzo    | 63,095 m    |       |
| 1920 | Giochi olimpici | Anversa | Decathlon              | dnf       | dnf         | [ 1 ] |
| 1924 | Giochi olimpici | Parigi  | Lancio del giavellotto | 8º        | 55,10 m     |       |